# Кизилжар (Аксуський район)
Кизилжа́р (каз. Қызылжар) — село у складі Аксуського району Жетисуської області Казахстану. Входить до складу Арасанського сільського округу.
У радянські часи село називалось Аул № 11.
Населення — 113 осіб (2021; 136 у 2009, 190 у 1999, 328 у 1989).